# Bathalavarapalli, Bagepalli
Bathalavarapalli là một làng thuộc tehsil Bagepalli, huyện Kolar, bang Karnataka, Ấn Độ.